# Jernejec
Jernejec je priimek v Sloveniji, ki ga je po podatkih Statističnega urada Republike Slovenije na dan 1. januarja 2010 uporabljalo 5 oseb.

Priimek Jernejec je nastal iz imena Jernej, oz. prvotno tudi Bartolomej. Iz imena Jernej in njegovih oblik so nastali priimki Arne, Arnečič, Arnejc, Arnejčič, Arnejšek, Jerne, Jernečič, Jernej, Jernejc, Jernejčič, Jernejec, Jernejšek ter Bartel, Bartelj, Bartol, Bartolj, Brtoncelj, Paternež, Patrnoš.

## Znani nosilci priimka
- Mitja Jernejec (1924—1997), arhitekt in urbanist
- Mladen Jernejec (*1950), slikar, likovni ustvarjalec, dekan in predavatelj na Šoli za risanje in slikanje
- Petra Jernejec Babič, restavratorka/konservatorka